# Ley de amnistía
Una ley de amnistía se refiere a cualquier disposición legislativa, constitucional o ejecutiva que exonera retroactivamente a un grupo selecto de individuos, generalmente líderes militares y políticos, de la responsabilidad penal por los delitos que hayan cometido en el pasado. Específicamente, en lo que se ha denominado la «era de la rendición de cuentas», las leyes de amnistía han sido objeto de debate y controversia, ya que se considera que otorgan impunidad en casos de violaciones a los derechos humanos. Estas leyes incluyen medidas institucionales que impiden el enjuiciamiento de personas por tales crímenes y, en ocasiones, pueden incluso absolver a quienes ya han sido condenados por dichos actos, evitando así cualquier forma de responsabilidad legal.

## Historia
En diversos países a lo largo de la historia, se han experimentado situaciones de agitación política y conflictos, como revoluciones, golpes de Estado y guerras civiles. Después de tales períodos de agitación, los líderes del régimen saliente, ya sea por voluntad propia o bajo presiones externas, a menudo se encuentran ante el desafío de restablecer la democracia en su nación. Sin embargo, esta tarea puede conllevar el riesgo de enfrentar posibles acciones legales relacionadas con las medidas de contrainsurgencia implementadas durante su gobierno. En este contexto, es común que surjan acusaciones de abusos contra los derechos humanos y crímenes contra la humanidad.
Para evitar el peligro de ser procesados judicialmente, muchos países han optado por emitir leyes de amnistía, que perdonan a aquellos involucrados en las acciones previamente mencionadas. Sin embargo, estas leyes de amnistía plantean dilemas significativos desde una perspectiva de costo-beneficio. Se cuestiona si llevar a juicio a los líderes del régimen anterior justifica la prolongación del conflicto o el retorno al poder del régimen previo, lo que podría traer consigo un aumento en el sufrimiento humano y en el número de víctimas, dado que el antiguo régimen se resiste a ceder el control.
Por otro lado, las víctimas de los conflictos, sus familias y organizaciones de derechos humanos, como Amnistía Internacional, Human Rights Watch y el Proyecto de Ley Humanitaria, han expresado su oposición a estas leyes de amnistía. Argumentan que dichas leyes violan tanto el derecho constitucional local como el derecho internacional al perpetuar la impunidad de quienes cometieron graves violaciones de los derechos humanos y crímenes contra la humanidad.
En la actualidad, existe un creciente consenso en el ámbito del derecho internacional que considera la concesión de amnistía por "crímenes internacionales", que incluyen crímenes contra la humanidad, crímenes de guerra y genocidio, como prohibida. Este entendimiento se basa en las obligaciones establecidas en tratados de derechos humanos, decisiones de tribunales internacionales y regionales, así como en el derecho emergente de larga data derivado de la práctica estatal (derecho internacional consuetudinario). Los tribunales a nivel internacional, regional y nacional han comenzado a anular cada vez más las amnistías generales, y en los acuerdos de paz recientes, se ha evitado en gran medida otorgar amnistía por crímenes graves. En este contexto, la Corte Penal Internacional se estableció con el propósito de asegurar que los perpetradores no eludan la responsabilidad penal por sus crímenes en caso de que el gobierno local no los enjuicie.
Para evaluar la legalidad y legitimidad de las amnistías en situaciones de conflicto o transición política, se han desarrollado las Pautas de Belfast sobre Amnistía y Responsabilidad. Estas pautas proporcionan un marco integral que considera las múltiples obligaciones legales que enfrentan los estados en tales circunstancias. Han sido elaboradas de manera colaborativa por un grupo de expertos internacionales en derechos humanos y resolución de conflictos, bajo la dirección de Louise Mallinder y Tom Hadden en el Instituto de Justicia Transicional.

## Por países

### Argentina
- Ley de Punto Final ( Argentina)
- Ley de autoamnistía N.º 22.924 ( Argentina)

### Chile
- Ley de Amnistía en Chile de 1978 ( Chile)

### Colombia
- Ley General de Amnistía ( Colombia)

### España
- Ley de amnistía de España de 1977 ( España)
- Ley de amnistía de España de 2024 ( España)

### El Salvador
- Ley de Amnistía en El Salvador de 1993 ( El Salvador)

### Perú
- Leyes de Amnistía de Perú de 1995[1][2] ( Perú, declaradas nulas y luego derogadas)
- Ley de Amnistía de Perú de 1996[3] ( Perú)
- Ley de Amnistía de Perú de 2000[4] ( Perú)
- Ley de prescripción de delitos de lesa humanidad ejecutados antes de 2002.[5]  (año 2024,  Perú)
- Ley de Amnistía de Perú de 2025[6][7] ( Perú)

### Venezuela
- Proyecto de Ley de Amnistía y Reconciliación Nacional de 2016 ( Venezuela)
- Ley de Amnistía en Venezuela de 2019 ( Venezuela)